# Alf Wallander

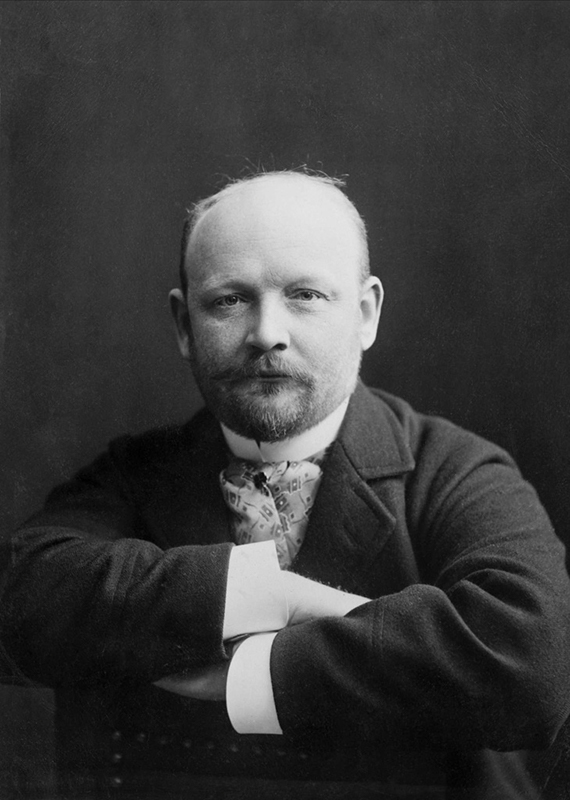
Alf Wallander.

Alf Wallander (ur. 11 października 1862 w Sztokholmie, zm. 29 września 1914 tamże) – szwedzki malarz, tworzący w stylu secesji.
Oprócz obrazów projektował także meble, tkaniny i ceramikę.